# Jakub Ettinger

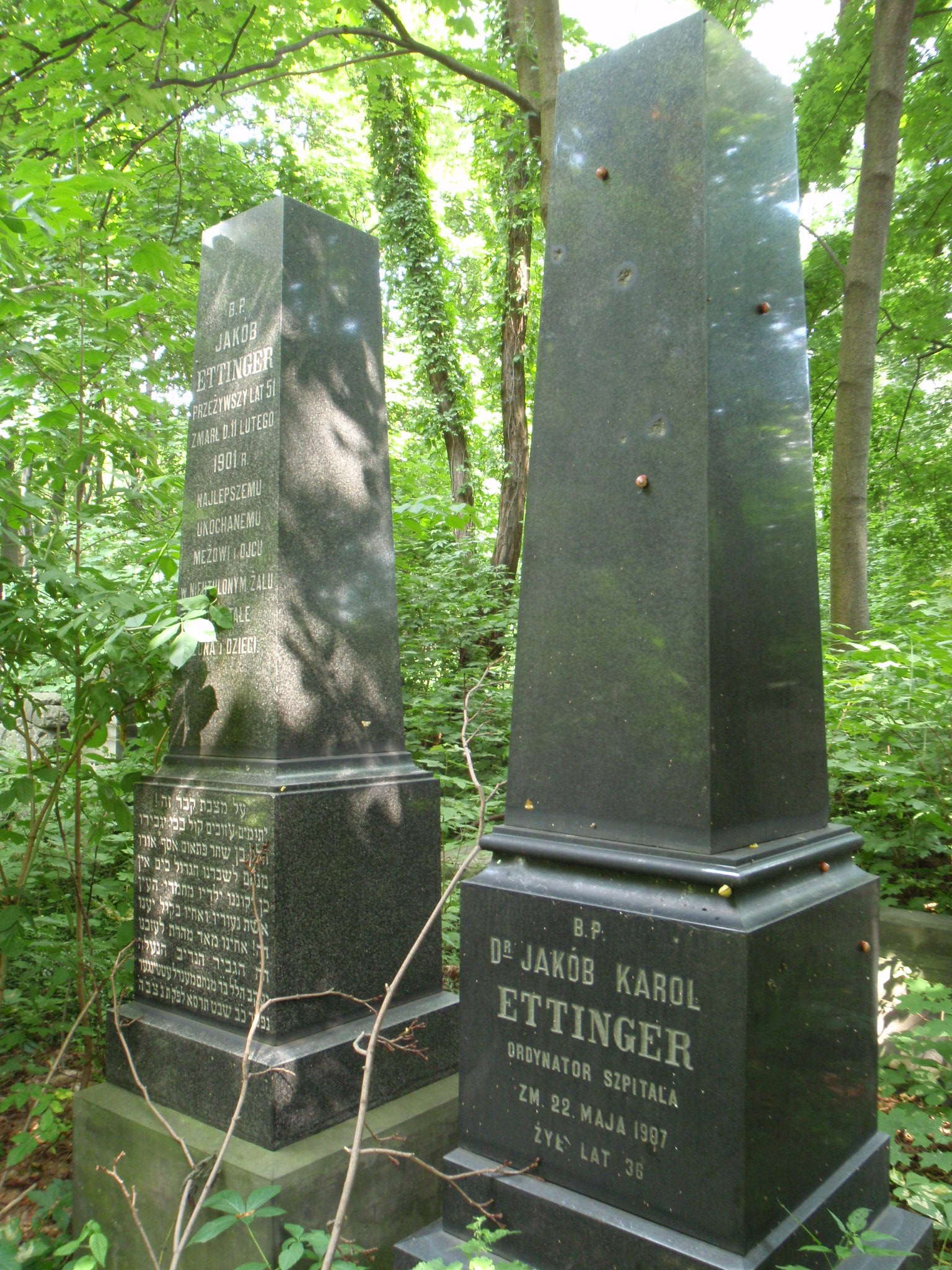
Grób Jakuba Karola Ettingera na cmentarzu żydowskim w Warszawie (po prawej)

Jakub Karol Ettinger (ur. 1870 w Warszawie, zm. 22 maja 1907 w Otwocku) – polski lekarz, okulista.
Urodził się w Warszawie. W rodzinnym mieście uczęszczał do szkół i rozpoczął studia. Następnie  jeden semestr spędził w pracowni Rudolfa Virchowa, potem przez kilka lat jako asystent Oscara Eversbuscha w Erlangen i księcia Karola Teodora w Monachium. Pod koniec studiów zachorował na zapalenie opłucnej. Odbył podróż do Australii, potem spędził pewien czas w uzdrowisku w Tegernsee, pracując jednocześnie w miejskim szpitalu jako wolontariusz.
Po powrocie do Warszawy (około 1899) podjął pracę w Instytucie Oftalmicznym, najpierw jako asystent, potem lekarz ambulatoryjny. W 1905 został ordynatorem Domu Wychowawczego. 
W złym stanie zdrowia od czasu studiów, przebył jeszcze w 1905 różę z zapaleniem nerek. Zmarł w 1907 roku w wieku 37 lat. Pochowany jest na cmentarzu żydowskim przy ulicy Okopowej w Warszawie (kwatera 71, rząd 2).
Publikował niewiele; współpracował z redakcją Wielkiej Encyklopedii Ilustrowanej i Przeglądu Piśmiennictwa Lekarskiego Polskiego.

## Prace
- Przyczynek do zapalenia rzeżączkowego spojówki. Postęp Okulistyczny (1899)
- Krótkowzroczność i jej leczenie. Pamiętnik Towarzystwa Lekarskiego Warszawskiego (1901)
- Zur Behandlung des Entropium u. der Trichiasis trachomatosa